# Bocianie gniazdo

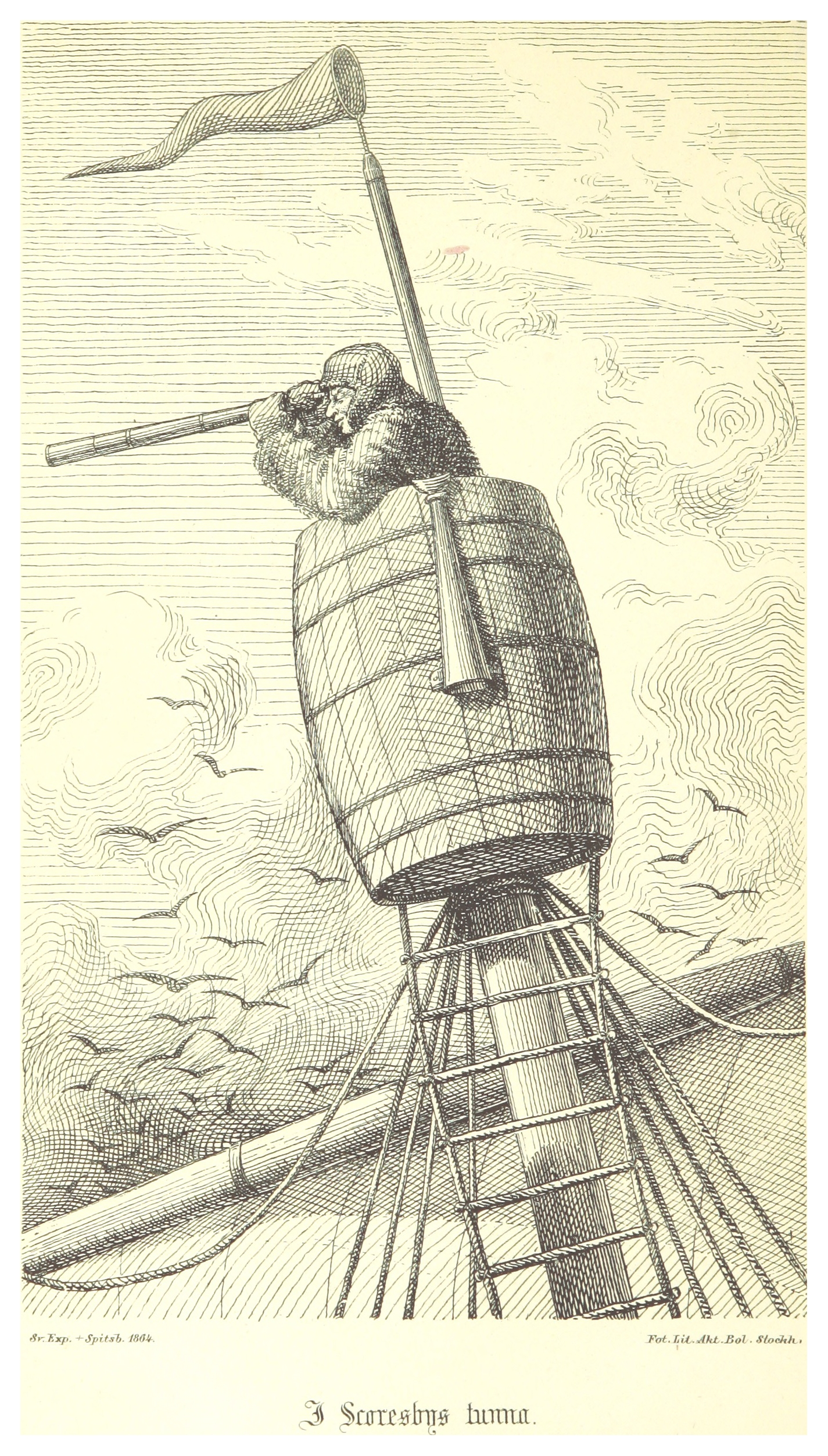
Ilustracja przedstawiająca bocianie gniazdo na pokładzie tradycyjnego statku (1867)

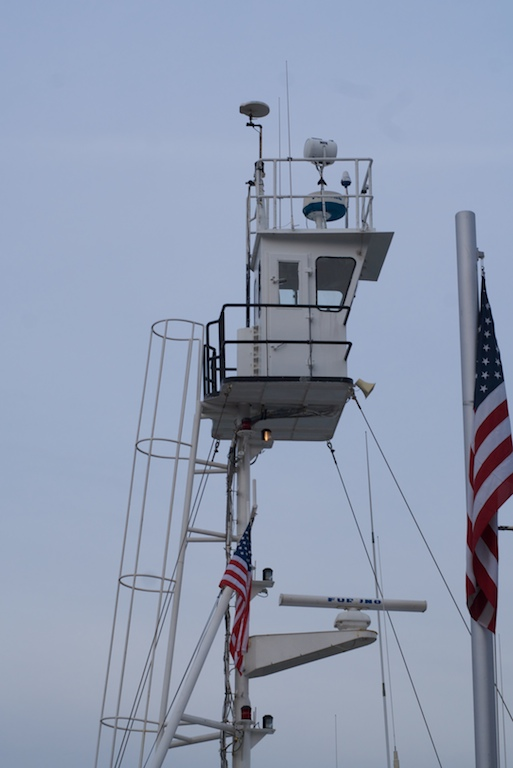
Bocianie gniazdo na współczesnym holowniku

Bocianie gniazdo – punkt obserwacyjny umieszczony w górnej części grotmasztu żaglowca. 
Umiejscowienie bocianiego gniazda w najwyższym punkcie statku zwiększało szanse zauważenia z wyprzedzeniem zbliżających się niebezpieczeństw takich jak inne okręty lub linia brzegowa. Rolę obserwacyjną bocianie gniazda pełniły do czasu wynalezienia radaru. W dosłownym rozumieniu to marynarz stojący na bocianim gnieździe, Rodrigo de Triana, a nie Krzysztof Kolumb, odkrył w 1492 Amerykę. 
We wczesnych statkach rolę bocianiego gniazda spełniał prosty kosz lub beczka przywiązana do głównego masztu. Później zaczęto konstruować specjalne platformy z zabezpieczającą przed wypadnięciem balustradą. Na współczesnych jednostkach rolę bocianich gniazd pełnią zabudowane stanowiska umieszczone zazwyczaj na maszcie dziobowym.